# 张祖勋
张祖勋（1937年6月5日—），中华人民共和国摄影测量与遥感学家，中国工程院土木、水利与建筑工程学部院士，武汉大学遥感信息工程学院教授。
张祖勋出生于江苏无锡。1956年入上海同济大学就读，1956年随同济大学测绘系迁武汉。1960年武汉测绘学院本科毕业，1968年武汉测绘学院研究生毕业。后任国际欧亚科学院院士，国家有突出贡献的中青年专家，中国测绘学会第四、五届理事，湖北省测绘学会第五届副理事长，湖北省科协常委。1996年，担任适普公司董事长。2003年当选中国工程院院士。